# دخیل (فیلم)
دخیل فیلمی به کارگردانی و نویسندگی داریوش یاری محصول سال ۱۳۸۰ است.

## بازیگران
- احسان احدپور (اکبر)
- مریم رضوی (اولدوز)
- جواد درخشان (پدر اولدوز)
- صمد پیراسبقی (پدر اکبر)
- علی کوهپایه (دوره گرد)
- محمد داوودآبادی (سید آقا)
- نگار آقازاد (دختر کنار دخیل)
- حسین جوان (برادر اکبر)